# Campeonato da Europa de Atletismo de 2012 - Arremesso de peso masculino
A prova do arremesso de peso masculino do Campeonato da Europa de Atletismo de 2012 foi disputada entre os dias 27 e 29 de junho de 2012 no Estádio Olímpico de Helsinque em Helsinque,  na Finlândia. 

## Recordes
Antes desta competição, os recordes mundiais e do campeonato nesta prova eram os seguintes:
|                       | Nome           | Nacionalidade     | Distância | Local     | Data                 |
| --------------------- | -------------- | ----------------- | --------- | --------- | -------------------- |
| Recorde mundial       | Randy Barnes   | Estados Unidos    | 23m 12cm  | Westwood  | 20 de maio de 1990   |
| Recorde do campeonato | Werner Günthör | Suíça             | 22m 22cm  | Estugarda | 28 de agosto de 1986 |
| Recorde europeu       | Ulf Timmermann | Alemanha Oriental | 23m 06cm  | Chania    | 22 de maio de 1988   |

## Medalhistas
| Ouro              | Prata              | Bronze                |
| David Storl (DEU) | Rutger Smith (NED) | Asmir Kolašinac (SRB) |

## Cronograma
Todos os horários são locais (UTC+3).
| Data        | Hora  | Evento       |
| ----------- | ----- | ------------ |
| 27 de junho | 9:45  | Qualificação |
| 29 de junho | 21:20 | Final        |

## Resultados

### Qualificação
Qualificação: Desempenho de 20.30 m (Q) ou os 12 melhores qualificados (q).
| Atleta | Grupo | Atleta                    | Nacionalidade        | #1    | #2    | #3    | Resultados | Notas |
| ------ | ----- | ------------------------- | -------------------- | ----- | ----- | ----- | ---------- | ----- |
| 1      | B     | Rutger Smith              | Países Baixos        | 20.55 |       |       | 20.55      | Q,    |
| 2      | A     | David Storl               | Alemanha             | 20.30 |       |       | 20.30      | Q     |
| 3      | A     | Antonín Žalský            | Chéquia              | 19.94 | 19.88 | –     | 19.94      | q     |
| 4      | B     | Marco Schmidt             | Alemanha             | 19.18 | 19.85 | x     | 19.85      | q     |
| 5      | B     | Nedžad Mulabegović        | Croácia              | 19.47 | 19.49 | 19.79 | 19.79      | q     |
| 6      | A     | Kim Christensen           | Dinamarca            | 18.77 | 18.83 | 19.69 | 19.69      | q     |
| 7      | A     | Borja Vivas               | Espanha              | 19.67 | x     | x     | 19.67      | q     |
| 8      | B     | Marco Fortes              | Portugal             | 19.15 | 18.84 | 19.66 | 19.66      | q     |
| 9      | B     | Hüseyin Atıcı             | Turquia              | 17.96 | x     | 19.64 | 19.64      | q     |
| 10     | A     | Asmir Kolašinac           | Sérvia               | 19.42 | 19.62 | x     | 19.62      | q     |
| 11     | A     | Dmytro Savytskyy          | Ucrânia              | 19.23 | 19.52 | 19.51 | 19.52      | q     |
| 12     | B     | Lajos Kürthy              | Hungria              | x     | 19.11 | 19.48 | 19.48      | q     |
| 13     | A     | Leif Arrhenius            | Suécia               | x     | 18.64 | 19.33 | 19.33      |       |
| 14     | A     | Carl Myerscough           | Grã-Bretanha         | 18.61 | 19.30 | x     | 19.30      |       |
| 15     | A     | Māris Urtāns              | Letônia              | 19.08 | 19.25 | x     | 19.25      |       |
| 16     | B     | Georgi Ivanov             | Bulgária             | 19.14 | 19.02 | x     | 19.14      |       |
| 17     | B     | Hamza Alić                | Bósnia e Herzegovina | 18.66 | 18.84 | 19.03 | 19.03      |       |
| 18     | B     | Michalis Stamatogiannis   | Grécia               | 18.68 | 18.94 | 18.95 | 18.95      |       |
| 19     | B     | Ladislav Prášil           | Chéquia              | 18.87 | x     | x     | 18.87      |       |
| 20     | A     | Marin Premeru             | Croácia              | 18.71 | x     | 18.56 | 18.71      |       |
| 21     | B     | Božidar Antunović         | Sérvia               | 18.69 | x     | 18.56 | 18.69      |       |
| 22     | A     | Ódinn Björn Thorsteinsson | Islândia             | x     | 18.19 | x     | 18.19      |       |
| 23     | A     | Georgios Arestis          | Chipre               | 18.16 | 18.13 | 18.15 | 18.16      |       |
| 24     | B     | Adriatik Hoxha            | Albânia              | 16.40 | x     | 17.00 | 17.00      |       |
| 25     | A     | Anton Lyuboslavskiy       | Rússia               |       |       |       | DNS        |       |
| 25     | B     | Damian Kusiak             | Polónia              |       |       |       | DNS        |       |

### Final
| Posição           | Atleta             | Nacionalidade | #1    | #2    | #3    | #4    | #5    | #6    | Resultados | Notas                |
| ----------------- | ------------------ | ------------- | ----- | ----- | ----- | ----- | ----- | ----- | ---------- | -------------------- |
| Medalha de ouro   | David Storl        | Alemanha      | 21.19 | x     | 21.58 | x     | x     | –     | 21.58      | Recorde da temporada |
| Medalha de prata  | Rutger Smith       | Países Baixos | 20.25 | x     | 20.55 | x     | 20.15 | x     | 20.55      | =                    |
| Medalha de bronze | Asmir Kolašinac    | Sérvia        | 20.22 | 20.36 | x     | 19.88 | 20.33 | x     | 20.36      |                      |
| 4                 | Hüseyin Atıcı      | Turquia       | 18.70 | 20.24 | 20.02 | 20.08 | 19.89 | x     | 20.24      |                      |
| 5                 | Marco Fortes       | Portugal      | 19.47 | 19.29 | 20.24 | 19.38 | 19.84 | 18.54 | 20.24      |                      |
| 6                 | Antonín Žalský     | Chéquia       | 19.94 | x     | 19.63 | x     | x     | x     | 19.94      |                      |
| 7                 | Borja Vivas        | Espanha       | 19.54 | 19.59 | 19.81 | 19.37 | 19.35 | 19.37 | 19.81      |                      |
| 8                 | Marco Schmidt      | Alemanha      | 19.42 | 19.65 | x     | x     | x     | 18.97 | 19.65      |                      |
| 9                 | Lajos Kürthy       | Hungria       | 19.23 | 19.55 | x     |       |       |       | 19.55      |                      |
| 10                | Dmytro Savytskyy   | Ucrânia       | 19.30 | x     | 19.30 |       |       |       | 19.30      |                      |
| 11                | Nedžad Mulabegović | Croácia       | 19.26 | x     | 19.09 |       |       |       | 19.26      |                      |
| 12                | Kim Christensen    | Dinamarca     | 18.72 | 19.00 | 18.91 |       |       |       | 19.00      |                      |

Legenda
| Recorde mundial       | Recorde mundial (World record)               |                       | Recorde africano                      | Recorde africano (African) |                                           | Q | Classificado por posição (Qualified) |
| Recorde do campeonato | Recorde do campeonato (Championship record)  | Recorde da América    | Recorde da América (Americas)         | q                          | Classificado por melhor tempo (Qualified) |   |                                      |
| Melhor marca do ano   | Melhor marca do ano (World leading)          | Recorde asiático      | Recorde asiático (Asian)              | DNS                        | Não largou (Did not start)                |   |                                      |
| Recorde nacional      | Recorde nacional (National record)           | Recorde europeu       | Recorde europeu (European)            | DNF                        | Não terminou (Did not finish)             |   |                                      |
| Recorde pessoal       | Recorde pessoal do atleta (Personal best)    | Recorde da Oceania    | Recorde da Oceania (Oceania)          | DSQ / DQ                   | Desclassificado (Disqualified)            |   |                                      |
| Recorde da temporada  | Recorde da temporada do atleta (Season best) | Recorde sul-americano | Recorde sul-americano (South America) | NM                         | Sem marca (No mark)                       |   |                                      |